# Рохо, Рубен
Рубен Рохо (исп. Ruben Rojo; 15 декабря 1922, Мадрид, Испания — 30 марта 1993, Мехико, Мексика) — мексиканский актёр и сценарист.

## Биография
Рубен Рохо родился в Мадриде. Спустя некоторое время его родители переехали в Мехико. У него был младший брат — Густаво, также ставший актёром.
Братья Рохо дебютировали как актёры в 1944 году, сыграв эпизодические роли в фильме мексиканского актёра и режиссёра Рене Кардона «Мои дети». В течение своей карьеры снимался как в кино, так и на телевидении. В 1989 году сыграл роль Леопольдо Санчеса в теленовелле «Моя вторая мама».
В последние годы жизни Рохо испытывал проблемы с сердцем. Он скончался 30 марта 1993 года в Мехико от остановки сердца. Похоронен на кладбище «Пантеон».

## Избранная фильмография
| Год  |   | Русское название                  | Оригинальное название        | Роль              |
| ---- | - | --------------------------------- | ---------------------------- | ----------------- |
| 1956 | ф | Александр Великий                 | Alexander the Great          | Филота            |
| 1961 | ф | Царь царей                        | King Of Kings                | Матфей            |
| 1963 | ф | Санто в музее восковых фигур      | Santo en el museo de cera    | Рикардо Карбахаль |
| 1983 | с | Амалия Батиста                    | Amalia Batista               | Мануэль           |
| 1984 | с | Гваделупе                         | Guadalupe                    | н/д               |
| 1989 | с | Моя вторая мама                   | Mi Segunda Madre             | Леопольдо         |
| 1990 | с | Сила любви                        | La fuerza del amor           | Марк              |
| 1990 | с | Женщина, случаи из реальной жизни | Mujer, casos de la vida real | н/д               |